# Тарту (станція)
Та́рту — головна вантажно-пасажирська залізнична станція в однойменному місті.

## Історія
Перший поїзд прибув до Тарту з Тапи 21 серпня 1876 року. Залізниця Тарту — Валга — Рига-Пасажирська була побудована в 1889 році, а залізниця Тарту — Печори — в 1931 році.
2012 року було закінчено капітальний ремонт всього комплексу вокзалу.

## Сполучення
- Чотири пари приміських потягів до Таллінна і п'ять пар швидкісних поїздів до Таллінна.
- Один потяг на лінії Йигева — Тарту
- Чотири пари приміських потягів Тарту — Валга.
- Чотири пари приміських потягів Тарту-Койдула. Протягом літнього періоду працює пара додаткових поїздів.